# Люзенков, Илья Русланович
Илья Русланович Люзенков (род. 3 марта 2006, Новосибирск) — российский хоккеист, нападающий.

## Биография
Дядя Ярослав — хоккеист и тренер, двоюродный брат Даниил также хоккеист.
Воспитанник новосибирский «Сибири». С сезона 2022/23 — игрок команды МХЛ «Сибирские снайперы». 1 ноября 2024 года в гостевом матче «Сибири» против магнитогорского «Металлурга» (4:3) дебютировал в КХЛ.